# Harpolithobius gottscheensis
Harpolithobius gottscheensis är en mångfotingart som beskrevs av Karl Wilhelm Verhoeff 1937. Harpolithobius gottscheensis ingår i släktet Harpolithobius och familjen stenkrypare. Inga underarter finns listade i Catalogue of Life.